# Seattle Mariners
Seattle Mariners is een Amerikaanse honkbalclub uit Seattle, Washington. De Mariners spelen in de Major League Baseball. Ze komen uit in de Western Division van de American League. Sinds 1999 spelen ze hun thuiswedstrijden in het T-Mobile Park.
De naam is ontstaan vanwege de haven- en zeecultuur die zeer prominent is in Seattle. De meest gebruikte bijnaam is "The M's".
Als extra toevoeging aan de American League werden de Seattle Mariners opgericht in 1977. Ze werden ondergebracht in de Kingdome, een stadion dat tot dan toe vooral werd gebruikt voor Americanfootball-wedstrijden. Ondanks meerdere succesvolle seizoenen werd de American League Championship Series nooit gewonnen en hebben de Mariners als enige MLB franchise nooit een World Series gespeeld.

## Geschiedenis
Voordat de Major League naar Seattle kwam was de stad een belangrijke thuisbasis van AAA baseball, één divisie lager dan de major league. In 1965 probeerde William Daley de Cleveland Indians te verhuizen naar Seattle maar faalde. In 1967 kreeg diezelfde William Daley een aandeel in het toenmalige Major League-team de Seattle Pilots. Dit team werd verhuisd naar Milwaukee en werd omgedoopt naar de Milwaukee Brewers.

### Jaren 70 en 80 van de 20e eeuw: Oprichting en aanhoudende stagnatie
De oprichting van de Seattle Mariners volgt direct uit een in 1970 aangespannen rechtszaak door de gezamenlijke overheden (stad, county & staat) tegen de American League wegens contractbreuk. Zelfverzekerd van het feit dat honkbal van het hoogste niveau zou terugkeren naar Seattle werd de Kingdome gebouwd, een stadion met meerdere mogelijkheden, ook om de groei van de Seattle Seahawks op te vangen.
De rechtszaak ging door tot 1976 en de American League bood Seattle de kans om een nieuw team op te richten en deel te laten nemen aan de Major League. Om het aantal deelnemende teams op een even getal te houden kreeg ook Toronto dezelfde mogelijkheid en werden Toronto Blue Jays gecreëerd.
De eerste wedstrijd werd gespeeld op 6 april 1977 in een uitverkocht Kingdome (57.576 bezoekers). De Mariners verloren hierbij met 7-0 van California Angels. De eerste jaren van het bestaan van het team werden gekenmerkt door slechte prestaties.
Hoewel de Mariners beschikten over sterspelers als Gaylord Perry (geïntroduceerd in de Baseball Hall of Fame in 1991; had vanwege zijn hoge leeftijd de bijnaam "ancient Mariner"), Alvin Davis (Rookie of the Year 1984), Harold Reynolds (All-Star 1987-1988, Gold Glove 1988-1990), Mark Langston (meeste strikeouts in 1984 en 1986-1987) en korte stop Spike Owen, kreeg het team een reputatie van slechte prestaties en slechte uitslagen.
In 1987 kregen de Mariners eerste keus uit de pool van rookies (nieuwelingen) en koos zo middenvelder Ken Griffey jr. in het team. Deze aanwinst gaf de fans hoop dat wellicht betere tijden in het verschiet lagen.

### 1990 - 1994: Een sprankje hoop
Na wederom een bedroevend resultaat in 1990, slaagden ze er in 1991 onder coach Jim Lefebvre in om voor het eerst meer wedstrijden te winnen dan te verliezen met een reeks van 83-79. Hoewel dit het beste seizoen was tot dan toe, was het slechts goed voor een 5e plaats in een 7-teams divisie, en Lefebvre werd ontslagen. Het jaar daarop werd Bill Plummer ingehuurd als nieuwe coach maar werd na een teleurstellend seizoen met 98 verliespartijen ontslagen. In 1993 nam de gerenommeerde coach Lou Piniella het roer bij de Mariners over. Hij werd met open armen ontvangen omdat hij eerder de Cincinnati Reds naar twee overwinningen in de World Series had geleid. Hij heeft het team negen jaar onder zijn leiding gehad, en werd twee keer uitgeroepen tot "Manager of the Year".
Het geluk van de Mariners begon te verbeteren in 1994. Sinds eind jaren tachtig waren sterke spelers aangetrokken die de kern gingen vormen van het team dit waren onder andere: middenvelder Ken Griffey jr., pitcher Randy Johnson, derde honkman Edgar Martinez en rechtsvelder Jay Buhner. Op 19 juli 1994 vielen 4 tegels van elk bijna 7 kg naar beneden van het dak van het Kingdome stadion. Dit incident deed twijfel oprijzen of de Kingdome wel geschikt was als honkbalstadion. De Kingdome moest worden gerepareerd en kon drie weken niet worden gebruikt. De Mariners wilden uitwijken naar kleinere stadions in de buurt maar dat werd verboden door de organisatie van de Major League. Hierdoor moesten de Mariners twintig uit-wedstrijden achter elkaar spelen, hoewel deze reeks slecht verliep werd de teamband sterker en werden geschillen tussen spelers uitgepraat. Achteraf is door meerderen gezegd dat dit ook een factor is geweest in het sterke seizoen van 1995.

### 1995: Weigeren om te verliezen
De drie pitchers Randy Johnson, Bill Risley en Bobby Ayala zorgden voor sensatie door op de eerste wedstrijddag een shutout te gooien. Ondanks deze goede start was de zware blessure van Griffey een domper voor het hele team. Ondanks zijn afwezigheid bleven de Mariners redelijk goed spelen. In midden-augustus echter stonden de Mariners toch weer dertien wedstrijden achter op de California Angels.
Het tij keerde in september toen een reeks overwinningen, die elk werden behaald in de laatste innings, werd gecombineerd met een reeks verliezen van de Angels. Vanwege het telkens laat terugkomen in een wedstrijd gaf het publiek de Mariners de bijnaam "Refuse to lose"(weigeren om te verliezen). Aan het eind van het reguliere seizoen was de stand met de Angels gelijk en werd er een playoff van één wedstrijd gespeeld. De Mariners wonnen de wedstrijd met 9-1 en wisten zich voor het eerst te kwalificeren voor de playoffs.
In de American League Division Series (ALDS) werden de Yankees geloot. Via een best of five zou doorgang naar de American League Championschip Series kunnen worden verzekerd. De eerste twee wedstrijden in Yankee Stadium werden verloren maar de volgende twee thuiswedstrijden gewonnen en zo werd een beslissende vijfde wedstrijd geforceerd. Tijdens deze wedstrijd schreef Edgar Martinez geschiedenis met een honkslag waar Joey Cora en ook Griffey op binnen wisten te komen. Deze twee punten bezorgden de Mariners de wedstrijd en deze honkslag staat onder fans nog altijd bekend als "The Double" en wordt gezien als een moment dat honkbal in Seattle heeft gered.
De Championship Series werden gespeeld tegen de Cleveland Indians en verloren met 4-2 en ondanks dit verlies staat seizoen 1995 nog steeds bekend als "Het magische seizoen" en wordt "The Double" gezien als het mooiste moment in de Mariner geschiedenis.

### 1996 - 1999: Wisseling van de wacht
In 1996 werd een clubrecord van 86 overwinningen gehaald, dit was echter niet genoeg om doorgang naar de playoffs te krijgen. Er werd een record geslagen voor de meeste homeruns voor een team, echter het wegvallen van een belangrijke pitcher halverwege het seizoen was een klap die het team moeilijk te boven kwam.
In 1997 werden de Mariners wederom divisie kampioen maar werden in de ALDS met 3-1 verslagen door de Baltimore Orioles. Opnieuw deed het gebrek aan genoeg goede pitchers hen de das om. Het aanvallende deel van het team zat nog steeds prima in elkaar en dat resulteerde in een MVP (meest waardevolle speler) award voor Griffey.
In 1998 en 1999 bleef opnieuw het ontbreken van een goede verdediging hen achtervolgen. De belangrijkst pitcher Randy Jonhson vond in 1998 een nieuw thuis bij de Houston Astros nadat hij de eerste helft niet goed had staan gooien. De A-klasse pitchers Jeff Fassero en Jamie Moyer gooiden sterk maar niet goed genoeg om het verlies van Johnson op te vangen. Halverwege het seizoen van 1999 verhuisden de Mariners naar het nieuwe Safeco Field. Aan het einde van het seizoen verliet Ken Griffey jr. op eigen verzoek de club en werd Alex Rodriguez het nieuwe gezicht van de club die aan het begin stond van een periode waarvan hoge verwachtingen werden gekoesterd.

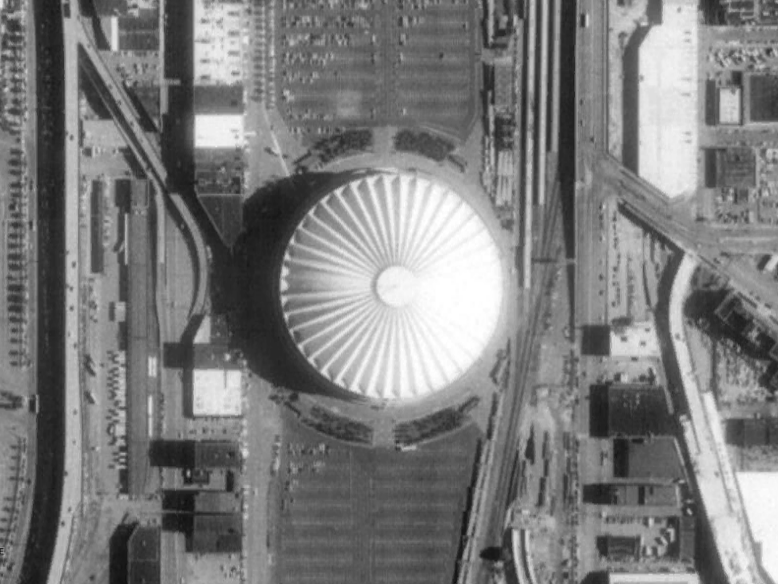
De Kingdome, thuisbasis van 1976 - 1999

### 2000: Het winnen van de Wild Card
In 2000 kregen de Mariners veel terug van het verloren vertrouwen door slechts één wedstrijd minder te winnen dan de divisie winnaars (Oakland Athletics). Vanwege het kleine verschil kregen de Mariners de wild card voor de Division Series toegewezen. Mike Cameron, die de plaats had ingenomen van de vertrokken Ken Griffey jr. bleek zeer sterk aan slag en uitstekend met de handschoen (later zou hij twee Golden Gloves winnen). Edgar Martinez was nog altijd een stabiele factor in de slagvolgorde en wist in 2000 een persoonlijk record voor het aantal homeruns te slaan. Jamie Moyer, Freddy Garcia en Aaron Sele vormden samen het sterkste pitcher trio dat Seattle had gezien sinds het vertrek van Randy Johnson. De Mariners lieten geen spaan heel van de Chicago White Sox in de Division Series, maar in de Yankees moesten zij hun meerdere erkennen tijdens de Championschip Series.
In de transferperiode na het seizoen 2000 ging het gezicht van de club, Alex Rodriguez verloren aan de Texas Rangers. De Mariners probeerden dit verlies tegen te gaan door het aantrekken van de Japanse superster Ichiro Suzuki en de krachtige veteraan Bret Boone.

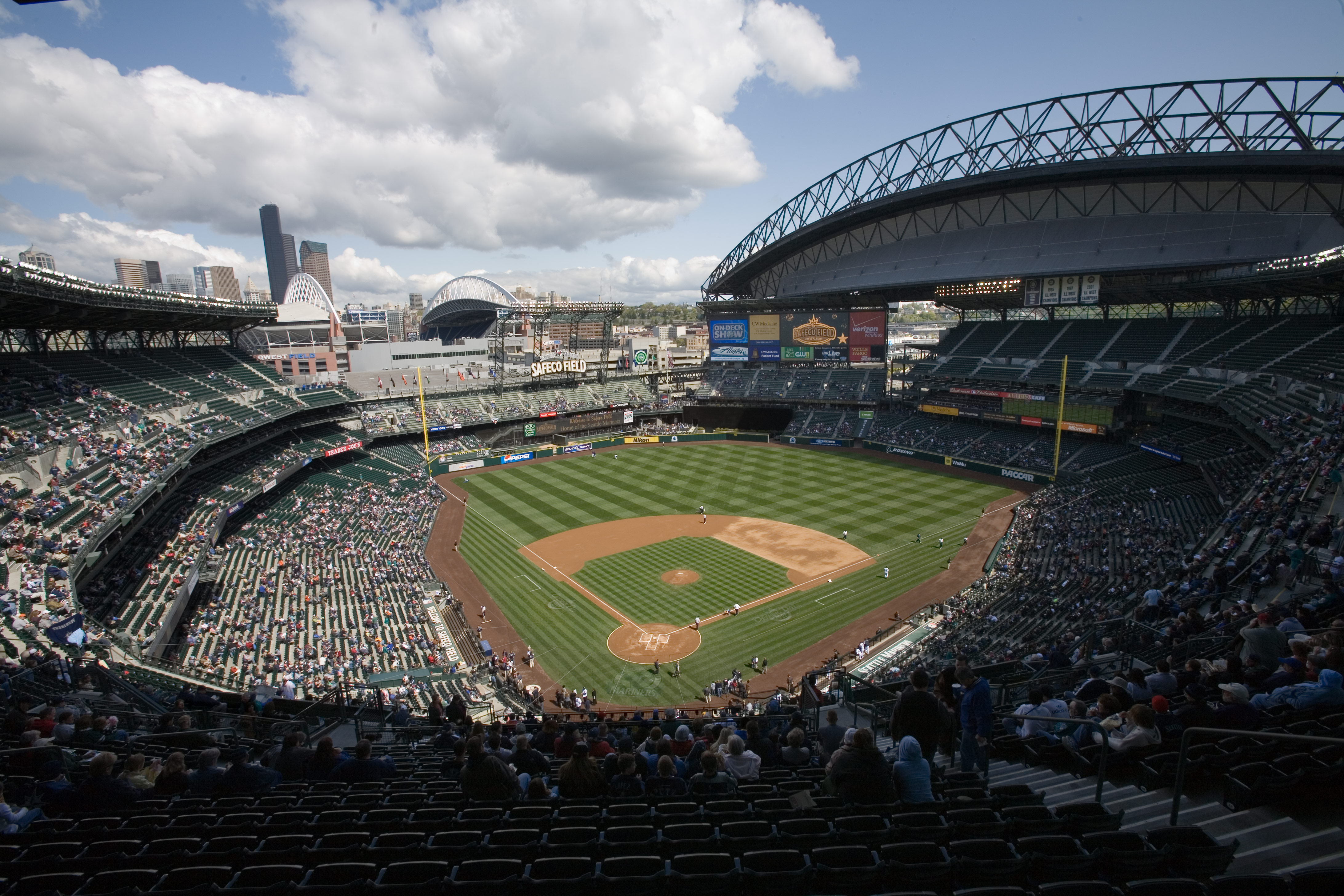
Safeco Field

### 2001: Het seizoen met de 116 overwinningen
Ondanks het verlies van Rodriguez hielpen Ichiro en Boone (die het beste seizoen uit zijn carrière doormaakte) de Mariners naar wat tot op de dag van vandaag staat als beste seizoen ooit voor een honkbalteam in de Major League. Het gehele seizoen hadden de Mariners het hoogte winst percentage, dit bezorgde hun met gemak de titel in de American League West Division. Het record van de Chicago Cubs uit 1906 werd geëvenaard met een totaal van 116 overwinningen in het reguliere seizoen. Aan het eind van het seizoen won Ichiro de American League "Most Valuable Player" award, de American League "Rookie of the Year" award en een Golden Glove (gouden handschoen). Hij werd het charismatische doch ingetogen gezicht van het team. Er zijn meerder boeken over hem verschenen. Hij deed nogal wat stof opwaaien door zijn voornaam (Ichiro) op zijn shirt te dragen, terwijl normaliter er altijd voor de achternaam wordt gekozen. In de division Series wisten de Mariners terug te komen van een 2-0-achterstand en versloegen de Cleveland Indians met 3-2. Net als het jaar ervoor waren de Yankees de tegenstander in de Championschip Series en wederom waren de Yankees te sterk. In de reeks die werd uitgesteld wegens de aanslagen van 11 september verloren de Mariners met 4-1.
In 2001 werd de All-Star wedstrijd van dat jaar in Seattle gehouden en leverde een club-record van acht spelers aan het American League All-Star-team. All-Stars: Ichiro Suzuki, Edgar Martinez, Mike Cameron, Bret Boone, John Olerud, Freddy Garcia, Kazuhiro Sasaki en Jeff Nelson.

### 2002 - 2003: De lijn doorzetten
Het 2002 seizoen was bijna net zo als het jaar ervoor. Toen het seizoen ruim onderweg was leek het erop dat er wederom meer dan honderd wedstrijden gewonnen zouden gaan worden. Vanwege het niet kunnen vinden van geschikte nieuwe spelers, zakte het spel enigszins in en vanwege een sterke laatste paar maanden door de directe concurrenten liepen de Mariners de play-offs mis. De Mariners eindigden met een totaal van 93 gewonnen wedstrijden, een hoog aantal maar net niet genoeg. Aan het eind van het seizoen verliet Lou Piniella zijn post als trainer om de Tampa Bay Devil Ray te gaan leiden. Hij zou zijn vertrokken vanwege onenigheid met het management maar dit is nooit bevestigd. Bob Melvin werd gecontracteerd als vervanger. Er werd echter gespeculeerd dat Melvin was gekozen omdat hij nieuw was en lang niet zo opvliegend als Piniella en daardoor makkelijker te controleren was door het management en het bestuur.
Ook in 2003 begonnen de Mariners sterk en weer waren ze lange tijd op weg om het voorgaande seizoen te evenaren maar wederom gooiden de Oakland Athletics roet in het eten. Ook dat jaar waren de Mariners niet vertegenwoordigd in de play-offs. Wederom kreeg het bestuur de schuld van de minder prestaties omdat er weer geen jonge spelers waren aangekocht en de huidige selectie steeds ouder werd. Het debat kwam pas echt op gang toen pitcher Jeff Nelson werd verkocht nadat hij kritiek had ge-uit op het spelersbeleid van het bestuur.

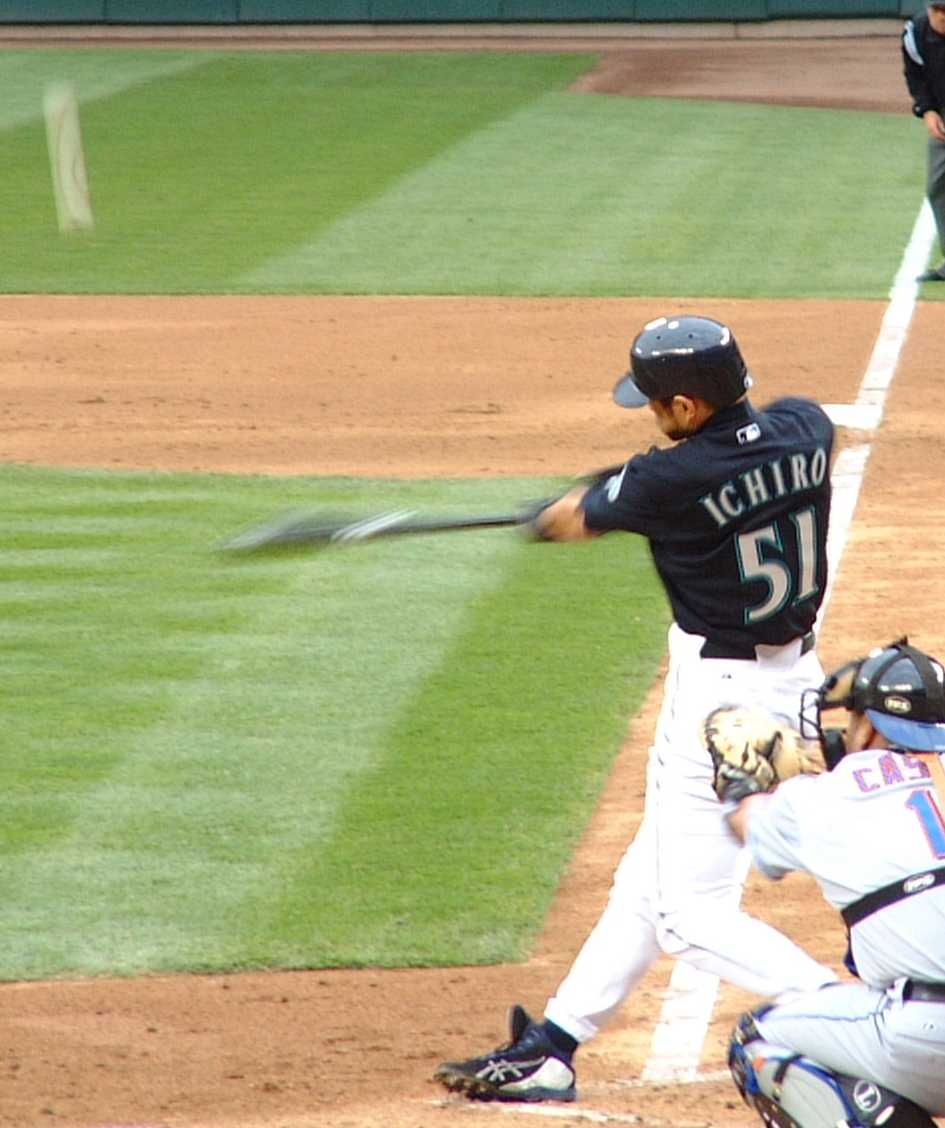
Ichiro slaat een homerun

### 2004 - 2006: Rustige dagen op Safeco Field
Met uitzondering van 1998 en 1999 zijn de Mariners van 1995 tot 2003 elk jaar kanshebbers geweest voor de American League West titel. In 2004 echter was hier niets meer van te merken. Met een ouder wordend team was er na drie maanden spelen slecht 37 procent van de wedstrijden gewonnen. Na de All-Star pauze kon de slechte staat van het team niet meer worden genegeerd en werden er drastische stappen ondernomen. Freddy Garcia werd geruild voor Miquel Olivo. Jeremy Reed, Mike Morse, John Olerud en nog enkele andere spelers mochten transfervrij vertrekken terwijl er een hoop jonge AAA spelers werden opgeroepen om bij de Mariners te komen. Het seizoen kreeg toch nog een gouden randje nadat Ichiro het oude record van George Sisler uit de boeken te slaan met de meeste hits in één seizoen (oude record was 257, Ichiro haalde er 262). Edgar Martinez stopte met honkbal en er werden meerdere evenementen gehouden om hem te eren en bedanken. Enkele dagen na het eind van het seizoen werd coach Bob Melvin ontslagen. Op 20 oktober 2004 werd bekendgemaakt dat Mike Hargrove de nieuwe coach was, hij was degene die in 1995 de Indians langs de Mariners loosde in de Championschip Series. Na kritiek dat er alleen goedkope spelers werden aangetrokken, werden onverwacht de sterren Richie Sexson en Adrian Beltre aangetrokken.
Ondanks de nieuwe spelers en nieuwe teamleiding viel ook het 2005 seizoen tegen. Hoewel en zes wedstrijden meer werden gewonnen dan het jaar ervoor waren de Mariners nog steeds laatste in de West divisie. Het beste nieuws was het opstaan van een 19-jarige Venezolaanse pitcher genaamd Felix Hernandez. Hij was een van de jongste spelers ooit in de Major League. Samen met Hernandez vonden ook korte stop Yuniesky Betancourt en tweede honkman José López hun weg naar de basis opstelling. Hoewel Hernandez heel goed gooide en Jamie Moyer nog altijd een sterke pitcher was waren er daarnaast geen anderen die de andere vrije pitcher vacatures goed konden opvullen. Nadat nieuwe doping regels van kracht werden was Seattle het team met de meeste overtredingen van de gehele Major League. Na het eind van het seizoen deelde Ichiro in het openbaar mee dat het team niet de goede houding had, een tekort aan leiderschap en bekritiseerde hij Mike Hargrove op het feit dat hij niet in staat was het maximale uit spelers te halen.

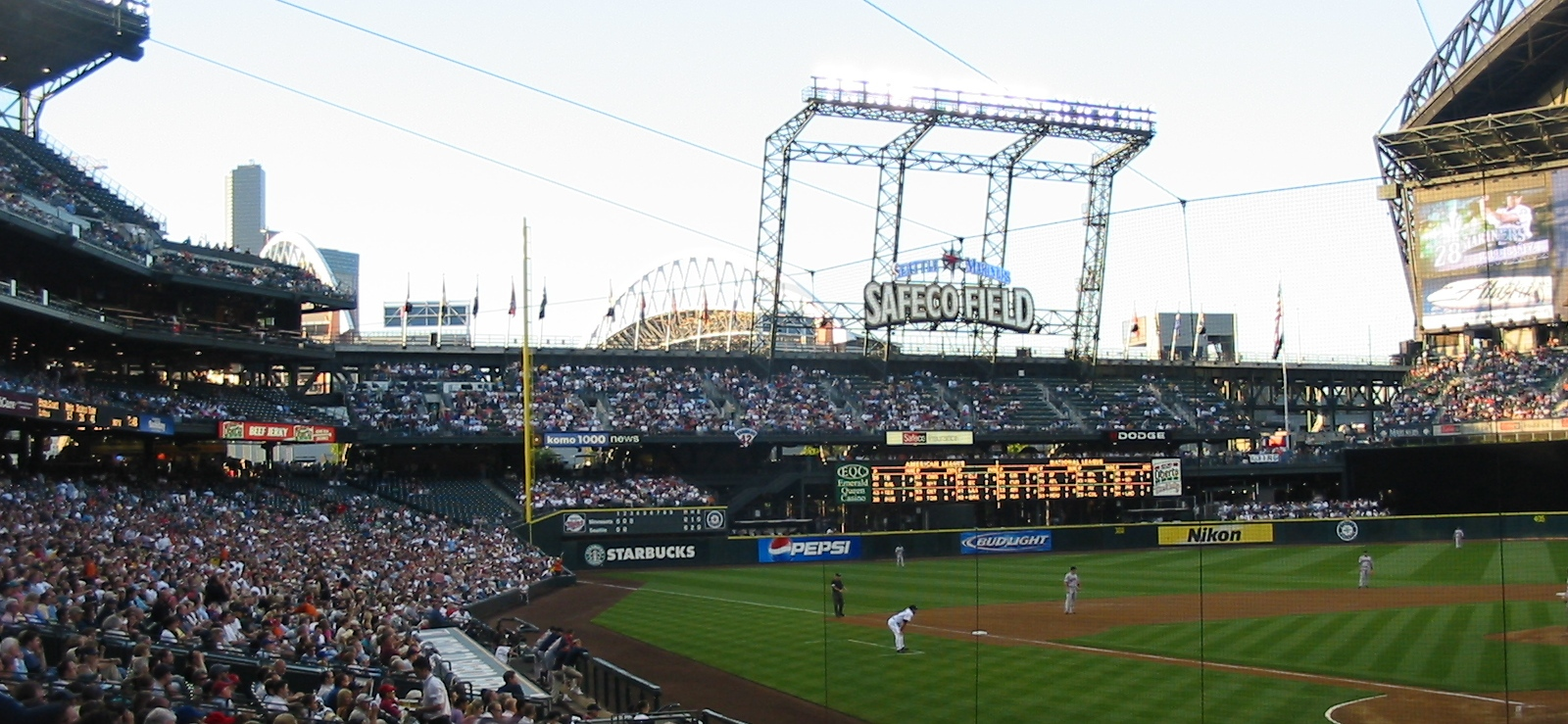
Safeco Field tijdens een wedstrijd in 2005

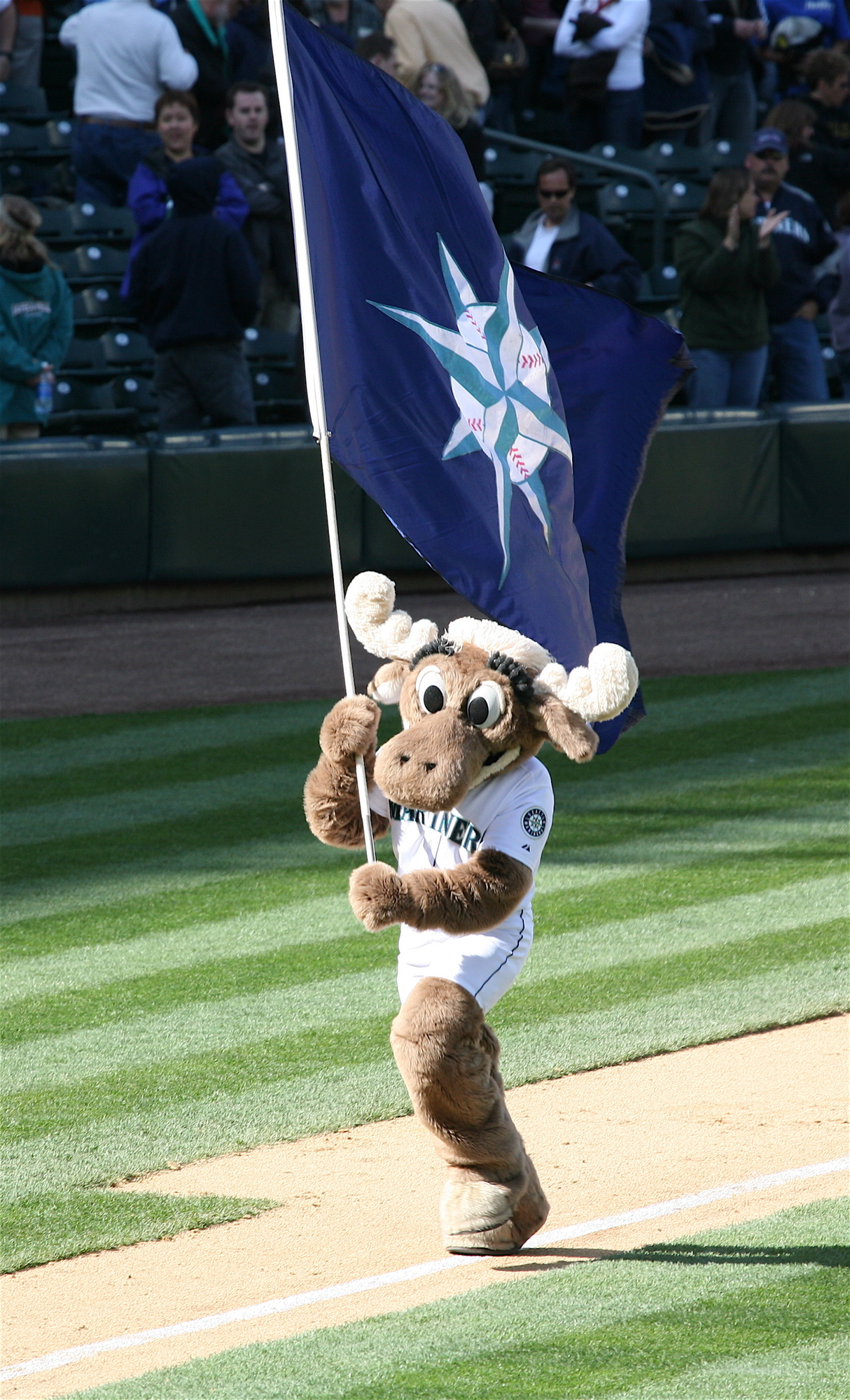
De mascotte, de Mariner Moose

### 2007: Terug op de rails
Na 2006 vonden er weer veel spelerswisselingen plaats en werd er met licht optimisme uitgekeken naar seizoen 2007. Oudere spelers werden ingeruild voor jonge veelbelovende vervangers. De coach en zijn staf kregen te horen van de voorzitter dat er meer gewonnen moest worden en dat anders hun baan op de tocht zou komen te staan. Het belang om te gaan winnen werd nog eens versterkt vanwege het feit dat Ichiro bekendmaakte dat indien goede resultaten uitbleven hij zou gaan uitkijken naar een andere club. Ondanks het feit dat de Mariners op 44 winstpartijen tegenover 33 verliespartijen stonden verliet Mike Hargrove op 1 juli 2007 de Seattle Mariners. Hij kon het niet langer opbrengen om zichzelf en de spelers te motiveren, assistent John McLaren werd aangewezen als Hargrove's vervanger. Op 13 juli tekende Ichiro voor 90 miljoen dollar een 5-jarig contract met de Mariners, zijn verblijf verlengend tot 2012. Met meerdere getalenteerd spelers toegevoegd aan het team en een pitcher line-up was Seattle terug op het spoor om American League West kampioen te worden. Tegen het eind van het seizoen verloor het team echt veel wedstrijden op rij en vergooide op die manier de kans op een wild card. Op 1 september sloeg Ichiro voor het zevende achtereenvolgende seizoen meer dan 200 hits.

## Mariners Hall of Fame
De Mariners houden een zogenaamde Hall of Fame bij met daarin zijn meest succesvolle en geliefde spelers en medewerkers:
- Dave Niehaus, verslaggever (1977-heden)
- Alvin Davis, eerste honkman (1984-1991)
- Jay Buhner, outfielder (1988-2001)
- Edgar Martinez, aangewezen slagman (1987-2004)
- Ichiro Suzuki, outfielder (2001-2012)

## Trivia
- Kleuren: Navy blue, "Northwest groen" en metallic silver
- Logo: Een honkbal boven een kompasroos
- Mascotte: Mariner Moose 1990-heden
- Huidige eigenaar: Nintendo of America
- Lente training complex: Peoria Sports Complex, Peoria, Arizona
- TV kanaal: Root Sports Northwest

## Erelijst
- Winnaar American League West (3×): 1995, 1997, 2001
- Winnaar American League Wild Card (van 1994 t/m heden) (2×): 2000, 2022
- American League Wild Card Game (van 2012 t/m 2019 en 2021) (1×): 2016
- American League Wild Card Series (2020 en sinds 2022) (1×): 2022